# Chantal Sébire
Chantal Sébire (* 28. Januar 1955; † 19. März 2008) war eine Lehrerin aus Plombières-lès-Dijon bei Dijon (Frankreich), die an einem Ästhesioneuroblastom, einer äußerst seltenen Tumorerkrankung, litt.
Sébire wurde bekannt, weil ihr Fall die Debatte um ein würdevolles Sterben in Frankreich, Europa, aber auch in den USA neu belebte. Sébire hatte sich in einem offenen Brief an den Präsidenten Nicolas Sarkozy gewandt und darum gebeten, mit ärztlicher Unterstützung in Würde sterben zu dürfen. Sébire stellte beim „Tribunal de Grande Instance“ in Dijon einen Antrag für eine Ausnahmeregelung und forderte für ihren Arzt das Recht ein, „mir eine tödliche Substanz auszuhändigen, die ich einnehme, wenn ich es für richtig halte“. Die Richter verkündeten in ihrem Urteil am 17. März 2008, Sébires Antrag stehe im Widerspruch zum französischen Strafrecht und der Verpflichtung der Ärzte, Leben zu retten. Der französische Premierminister François  Fillon beauftragte den konservativen UMP-Abgeordneten Jean Leonetti daraufhin mit einer Überprüfung des entsprechenden Gesetzes („Loi Leonetti“), welches zwar die Einstellung lebenserhaltender Maßnahmen unter strengen Voraussetzungen erlaubt, aber jede Art von aktiver Sterbehilfe verbietet. Leonetti hatte 2005 das nach ihm benannte Gesetz in die Assemblée Nationale eingebracht.
Sébire starb zwei Tage nach der Ablehnung ihres Antrags am 19. März 2008 gegen 19:30 Uhr in ihrer Wohnung unter zunächst nicht geklärten Umständen. Die Staatsanwaltschaft Dijon ordnete daraufhin eine Autopsie an. Sie teilte mit, dass Sébire keines natürlichen Todes gestorben sei, sondern sich mit Hilfe starker Barbiturate (Pentobarbital) vermutlich selbst getötet habe. Staatsanwalt Alacchi kündigte weitere Untersuchungen an, um herauszufinden, wie und mit wessen Hilfe Sébire in den Besitz dieses Medikaments gelangt sei. „Ich werde aber den menschlichen Aspekt dieses Falles nicht aus den Augen verlieren“, ergänzte er dazu.
Anfang April 2008 verschwanden 15 oder 20 Stücke des im Krankenhaus von Dijon gelagerten versiegelten Beweismaterials spurlos, wobei nie geklärt werden konnte, ob es sich um einen Diebstahl oder Schlamperei handelte. Das im Juni 2008 eröffnete Ermittlungsverfahren wegen aktiver Sterbehilfe wurde im März 2009 ergebnislos eingestellt, da die Staatsanwaltschaft nicht herausfand, wer der in Frage kommenden Personen (verdächtigt wurden ihre Kinder, ihre Haushaltshilfe, ihr Hausarzt, ihr Anwalt und Laborpersonal) Sébire die Barbiturate verschafft hatte.